# Hyposialie
Hyposialie of hyposalivatie is een mondaandoening waarbij men een objectief tekort heeft aan speeksel. Hyposialie moet niet verward worden met xerostomie, wat verwijst naar het subjectieve gevoel van een droge mond. Om te meten of iemand te weinig speeksel produceert, kan totaal speeksel verzameld worden. Als gestimuleerd speeksel minder is dan 0,7 mL/min, wordt er gesproken van hyposialie. Voor ongestimuleerd speeksel wordt meestal een waarde tussen 0,25 en 0,1 mL/min als afkappunt gehanteerd. 

## Oorzaken
Een tekort aan speeksel ontstaat vaak:
- Na bestraling van het hoofd/halsgebied
- Na chemotherapie
- Als gevolg van systemische ziekten, zoals het syndroom van Sjögren, nieraandoeningen of suikerziekte (diabetes)
- Als gevolg van medicatiegebruik. Het gebruikt van meerdere medicijnen tegelijkertijd leidt vaak tot een speekseltekort. De volgende groepen medicijnen staan bekend omdat ze vaak een droge mond veroorzaken:  antidepressiva, antihistaminica (tegen allergie), antihypertensiva (bij hoge bloeddruk), anti-emetica (tegen misselijkheid), antipsychotica (tegen depressie), diuretica (plaspillen) en sedativa (kalmering)

## Gevolgen
De gevolgen van hyposialie zijn onder andere:
- Klachten van monddroogte, of xerostomie
- Een verminderde of vieze smaak, en problemen met kauwen en slikken
- De kans op tandbederf (gaatjes), tandslijtage en slijmvliesontstekingen wordt groter
- Ook kunstgebitdragers kunnen last hebben van hyposialie, hierdoor blijft het kunstgebit niet goed op zijn plaats zitten, of ontstaan er pijnlijke plekken van het mondslijmvlies.

## Behandeling
De behandeling van hyposialie is afhankelijk van de oorzaak. Als hyposialie samenhangt met medicatiegebruik kan er soms voor worden gekozen om de medicatie te wijzigen, in overleg met huisarts of medisch specialist. Het kiezen voor een alternatief medicijn, een andere dosering of een ander inname moment zouden de hyposialie kunnen verminderen. Vaak is het niet mogelijk om te oorzaak aan te pakken, en wordt er gekozen om de symptomen en klachten als gevolg van hyposialie te voorkomen of te bestrijden:
- Vaak kan de speekselvloed gestimuleerd worden door te kauwen op suikervrije kauwgom. Ook zure snoepjes kunnen de speekselvloed stimuleren, maar hebben als nadeel dat deze kunnen leiden tot tandslijtage en tandbederf.
- Veel drinken kan helpen bij een droge mond. Zoete en zure drankjes worden afgeraden; water, en thee zonder suiker, zijn een goede keuze.
- Het gebruik van kunstspeeksel (speeksel substituut) kan zinvol zijn.
- Soms zou medicatie die de speekselvloed stimuleert (bijvoorbeeld pilocarpine) een oplossing kunnen bieden
- Een goede mondverzorging wordt aanbevolen, en in sommige gevallen kan geadviseerd worden om vaker fluoride houdende mondverzorgingsproducten te gebruiken, of te kiezen voor een hogere concentratie fluoride.
- Om negatieve gevolgen voor de mondgezondheid zoals het ontstaan van gaatjes zoveel mogelijk te voorkomen, kan het verstandig zijn om vaker de tandarts te bezoeken.